# Used to Love Her
"Used to Love Her" é a sexta canção do álbum G N' R Lies, da banda americana de hard rock Guns N' Roses, de autoria de Izzy Stradlin. Por sua letra um tanto irônica e controversa, o vocalista e líder da banda Axl Rose explicou que "Esta canção foi escrita baseado numa fantasia" e a capa do disco a antecipa como "uma brincadeira, nada mais".
Izzy esclareceu que, contrariamente à crença popular, a música não é sobre uma mulher: "Estava sentado escutando a rádio e um tipo queixava-se de que uma pessoa tinha atropelado a sua cadela. Ele disse finalmente que 'costumava a amar, mas teve que a matar'. Depois disso comecei a escrever a canção com esse título, mas sem nenhum significado real, a letra é só uma fantasia sobre isso, não tem nada a ver com assassinar a uma pessoa ou algo assim".
Slash, guitarrista da banda, também declarou posteriormente que "O pessoal pensa que a canção fala de uma noiva de Axl quando ele nem sequer a escreveu e a canção em realidade se trata da história de uma cadela".